# Бібельсгайм
Бібельсгайм (нім. Biebelsheim) — громада в Німеччині, розташована в землі Рейнланд-Пфальц. Входить до складу району Бад-Кройцнах. Складова частина об'єднання громад Бад-Кройцнах.
Площа — 3,10 км2. Населення становить 617 ос. (станом на 31 грудня 2020).

## Галерея

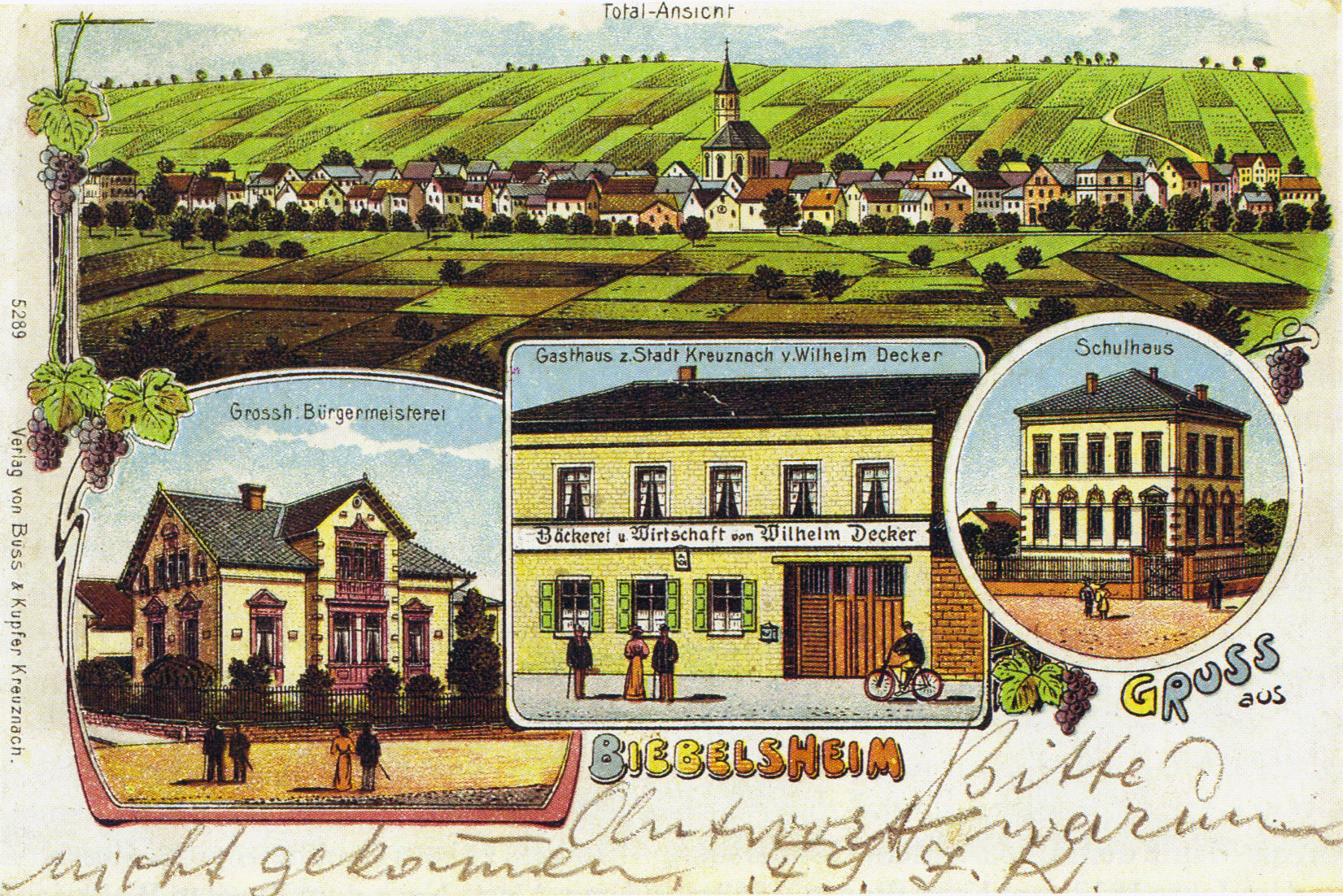
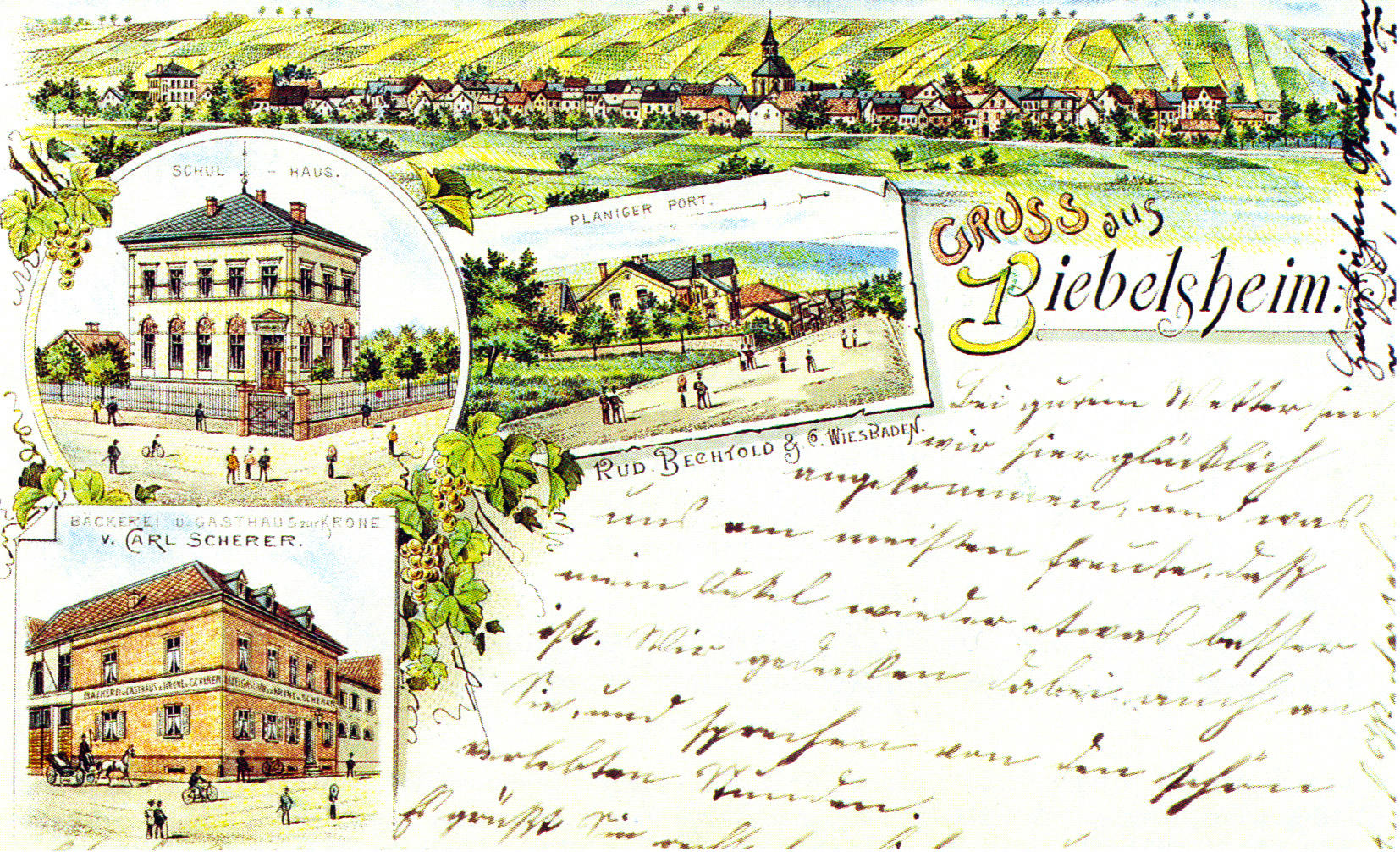